# Lilleshall
Lilleshall – wieś w Anglii, w hrabstwie ceremonialnym Shropshire, w dystrykcie (unitary authority) Telford and Wrekin. Leży 25 km na wschód od miasta Shrewsbury i 207 km na północny zachód od Londynu.